# Medvedemolpus quinquepunctatus
Medvedemolpus quinquepunctatus – gatunek chrząszcza z rodziny stonkowatych, podrodziny Eumolpinae i plemienia Nodinini.
Gatunek ten opisany został w 2010 roku przez Aleksieja G. Mosejkę.
Chrząszcz o ciele długości od 5 do 5,8 mm, rudy z żółtymi czułkami i stopami oraz z pięcioma czarnymi plamkami na pokrywach: wspólną za tarczką, parą na barkach i parą w okolicach wierzchołkowych. Przedplecze półtora raza szersze niż dłuższe, najszersze przed nasadą, prawie niepunktowane. 2,2 razy dłuższe niż przedplecze pokrywy mają regularne rządki punktów. Genitalia samca o szeroko szpatułkowatym wierzchołku edeagusa, dwukrotnie węższym niż środkowa część tego narządu.
Owad znany tylko z filipińskiej wyspy Mindanao, z prowincji Zamboanga del Sur i South Cotabato.